# Rafael Oliveira
Rafael Oliveira Nascimento, mais conhecido por Rafael Oliveira (Ananindeua, 06 de julho de 1987), é um futebolista brasileiro que atua como atacante. Atualmente, defende o Independente Tucuruí.

## Clubes

### Primeira passagem pelo Botafogo-PB
Foi contratado pelo Botafogo-PB para a temporada de 2015. Apesar do vice-campeonato no Campeonato Paraibano de Futebol 2015, Rafael Oliveira foi o artilheiro do torneio, marcando 15 gols. Ao total, marcou 19 gols pelo Botafogo-PB, figurando entre os candidatos a artilheiro do Brasil na temporada durante o primeiro semestre, e sendo sondado por algumas equipes da série B do Campeonato Brasileiro.

### ABC
Em 06 de julho de 2015, foi anunciado como novo reforço do ABC para a disputa da Série B do Campeonato Brasileiro.

### Segunda passagem pelo Botafogo-PB
Após passar por outras equipes no segundo semestre de 2015 e em 2016, o atacante retornou ao Botafogo-PB para a sequência da Série C do Campeonato Brasileiro, porém não fez nenhuma partida oficial pelo clube.
Na temporada de 2017, se destacou pelas atuações no Campeonato Paraibano de 2017, sendo campeão com o Botafogo-PB e artilheiro da competição. Foi também eleito para a seleção do Paraibano 2017 e craque do campeonato.
No dia 24 de junho, Rafael marcou o gol da vitória do Belo sobre o Confiança na Série C, o jogo terminou 1x0 para o Belo.

## Estatísticas

### Clubes
Atualizado até 12 de julho de 2017.
| Clube                | Temporada         | Campeonato nacional[a] | Campeonato nacional[a] | Copa nacional[b] | Copa nacional[b] | Competições continentais[c] | Competições continentais[c] | Outros torneios[d] | Outros torneios[d] | Total | Total |
| Clube                | Temporada         | Jogos                  | Gols                   | Jogos            | Gols             | Jogos                       | Gols                        | Jogos              | Gols               | Jogos | Gols  |
| -------------------- | ----------------- | ---------------------- | ---------------------- | ---------------- | ---------------- | --------------------------- | --------------------------- | ------------------ | ------------------ | ----- | ----- |
| Académica de Coimbra | 2014              | 3                      | 0                      | 5                | 1                | —                           | —                           | 0                  | 0                  | 8     | 1     |
| Académica de Coimbra | Total             | 3                      | 0                      | 5                | 1                | 0                           | 0                           | 0                  | 0                  | 8     | 1     |
| Vila Nova            | 2014              | 6                      | 1                      | —                | —                | —                           | —                           | 4                  | 2                  | 10    | 3     |
| Vila Nova            | Total             | 6                      | 1                      | 0                | 0                | 0                           | 0                           | 4                  | 2                  | 10    | 3     |
| Treze                | 2014              | 9                      | 8                      | 0                | 0                | —                           | —                           | 0                  | 0                  | 9     | 8     |
| Treze                | Total             | 9                      | 8                      | 0                | 0                | 0                           | 0                           | 0                  | 0                  | 9     | 8     |
| Botafogo-PB          | 2015              | 4                      | 1                      | 2                | 2                | —                           | —                           | 26                 | 16                 | 32    | 19    |
| Botafogo-PB          | Total             | 4                      | 1                      | 2                | 2                | 0                           | 0                           | 26                 | 16                 | 32    | 19    |
| ABC                  | 2015              | 12                     | 2                      | 0                | 0                | —                           | —                           | 0                  | 0                  | 12    | 2     |
| ABC                  | Total             | 12                     | 2                      | 0                | 0                | 0                           | 0                           | 0                  | 0                  | 12    | 2     |
| CSA                  | 2016              | 0                      | 0                      | —                | —                | —                           | —                           | 11                 | 4                  | 11    | 4     |
| CSA                  | Total             | 0                      | 0                      | 0                | 0                | 0                           | 0                           | 11                 | 4                  | 11    | 4     |
| Botafogo-PB          | 2016              | 0                      | 0                      | 0                | 0                | —                           | —                           | 0                  | 0                  | 0     | 0     |
| Botafogo-PB          | 2017              | 7                      | 2                      | 0                | 0                | —                           | —                           | 21                 | 18                 | 28    | 20    |
| Botafogo-PB          | Total             | 7                      | 2                      | 0                | 0                | 0                           | 0                           | 21                 | 18                 | 28    | 20    |
| Total na carreira    | Total na carreira | 0                      | 0                      | 0                | 0                | 0                           | 0                           | 0                  | 0                  | 0     | 0     |

- a. ^ Jogos do Campeonato Brasileiro e Primeira Liga
- b. ^ Jogos da Copa do Brasil, Taça de Portugal e Taça da Liga
- c. ^ Jogos da Copa Libertadores, Copa Sul-Americana, Liga Europa e Liga dos Campeões
- d. ^ Jogos do Campeonato Paraibano, Campeonato Paraense, Campeonato Paulista, Campeonato Alagoano, Campeonato Potiguar, Campeonato Goiano, Campeonato Carioca e da Copa do Nordeste

## Títulos
Paysandu
- Campeonato Paraense de Futebol: 2013

Botafogo-PB
- Campeonato Paraibano de Futebol: 2017

Náutico
- Campeonato Brasileiro de Futebol - Série C: 2019

### Prêmios individuais
- Seleção do Campeonato Paraibano: 2017[4]
- Melhor jogador do Campeonato Paraibano: 2017[4]

### Artilharias
- Campeonato Paraibano de 2015: 15 gols
- Campeonato Paraibano de 2017: 17 gols[5]